# Яковенко Олександра Вікторівна
Олекса́ндра Ві́кторівна Якове́нко (нар. 21 грудня 2005) — українська борчиня, майстриня з бразильського джіу-джитсу.

## З життєпису
В листопаді 2021 перемогла серед юніорів-дівчат на Чемпіонаті світу у «синіх поясах» та забрала бронзову медаль в абсолютній ваговій категорії. Разом з нею у змаганнях брали участь її брат і мама. Вони теж зуміли дістатися п'єдесталу.
Представляє місто Київ.